# Владета Ђурић
Владета Ђурић (1905 - 1976), бивши фудбалер београдског прволигаша СК „Југославија" и фудбалске репрезентације Краљевине Југославије.
Рођен 31. децембар 1905. у Багрдану код Јагодине, Краљевина Србија. Још као гимназијалац почео да тренира фудбал у подмлатку СК "Југославија“.
Играо је са паузама 6 година за београдски СК „Југославија"(1924- 1929). Одиграо је 84 званичне утакмице за први тим и постигао је 62 гола. У том периоду је освојио две титуле првака Краљевине Југославије: 1924. и 1925. Од 1931. до 1933. игра за резервни тим СК „Југославија“.
За селекцију Београда одиграо је 2 утакмице, а национални дрес Фудбалске репрезентације Краљевине Југославије обукао је једанпут и то на пријатељској утакмици у Загребу против репрезентације Бугарске 30. маја 1926. године. Било је 3:1 за Југославију.
Владета Ђурић је био машински инжењер. По завршетку спортске каријере радио је усешно на многим руководним местима у Новом Саду и Београду.
Умро је 3. децембра 1976. године у Београду (СФРЈ) гдје је и сахрањен на Новом Гробљу.

## Трофеји

### СК Југославија
- Првенство (2): 1924. и 1925.[1]